# Museo Wyspiański
Il Museo Wyspiański (in polacco Muzeum Stanisława Wyspiańskiego) è un museo della città di Cracovia fondato il 28 novembre 1983 in onore a Stanisław Wyspiański, uno degli artisti più importanti di Cracovia e di tutta la Polonia, famoso per essersi dedicato a diversi campi della cultura, dell'arte e della letteratura.
Collocato nel centro della città, in via Kanonicza, è una delle sedi più importanti nel quale si articola il Museo nazionale di Cracovia.
Nel museo sono esposti alcune opere e progetti dell'artista. Uno dei più singolari è un modello che prevedeva la completa ricostruzione del Wawel per farne il centro politico, culturale e religioso dell'intera Polonia. Il modello mostra come Wyspiański volesse costruire una struttura che mescolasse diverse epoche e stili e che prevedesse anche la presenza di un anfiteatro greco e un circo romano.
Il museo è articolato in ordine cronologico, conservando cimeli che partono dall'infanzia dell'artista, lo sviluppo della propria arte, i viaggi e le influenze artistiche. Sezioni specifiche sono dedicate alle opere più importanti compiute dall'artista nel corso della propria vita artistica, come le opere decorative nella chiesa francescana e nel Wawel.
Nel museo sono esposte alcuni ritratti eseguiti da Wyspiański, ma anche alcune opere legate alla propria attività teatrale come vestiti e decorazioni di scena, caricature e progetti.